# Archie Cochrane
Archibald Leman Cochrane (1909-1988) foi um médico escocês que revolucionou a medicina ao defender o uso do método científico para investigar a eficiência e eficácia de tratamentos e doenças. Assim, é um dos pioneiros e fundadores da medicina baseada em evidências.

## Biografia
Cochrane nasceu em Kirklands, Galashiels, na Escócia. Ele se formou em 1938 pela University College Hospital, de Londres, da Universidade de Londres e entrou para a Unidade Médica do Conselho de Pesquisa sobre Pneumoconiose no Hospital Llandough, uma parte da Escola Nacional de Medicina Welsh (atualmente Cardiff University School of Medicine) em 1948. Lá ele iniciou uma série de estudos sobre a saúde da população de Rhondda Fach - estudos que foram pioneiros no uso de ensaios clínicos randomizados (ECR).
Durante a Guerra Civil Espanhola serviu em uma unidade ambulatorial britânica dentro das Brigadas Internacionais, e mais tarde, durante a Segunda Guerra Mundial como oficial médico cuidando de prisioneiros de guerra. Sua experiência nessas guerras levou-o a acreditar que grande parte dos tratamentos feitos pela medicina não tinham provas suficientes para justificar seu uso.
Ele disse: "Eu sabia que o que eu tinha para oferecer contra a tuberculose não tinha efeito e nem evidência real de resultados e estava com medo de estar encurtado a vida de alguns dos meus amigos com intervenções desnecessárias." Como resultado, ele passou sua carreira mobilizando a comunidade médica para adotar o método científico.
Foi feito prisioneiro de guerra em 1941 na Grécia e passou anos cuidando de 20.000 prisioneiros de diversas nacionalidades, frequentemente como o único médico experiente. Ele relata que uma vez quando pediu ajuda a um oficial alemão para tratamento de tuberculose recebeu como resposta: "Nein! Ärzte sind überflüssig" (Não! Médicos são inúteis). Inicialmente ele ficou furioso, mas refletindo sobre como os tratamentos da época para tuberculose eram pouco eficientes e frequentemente causavam mais prejuízos que benefícios questionou-se se o oficial não tinha alguma razão. Após ser libertado e voltar para universidades britânicas, dedicou décadas estudando o tratamento mais eficiente para doenças respiratórias. 
Fundou diversos grupos de pesquisas universitárias durante as décadas de 70 e 80 para investigar doenças e tratamentos. Alguns continuam atuando até hoje, como é o caso do The Cochrane Collaboration.

## Histórico
Principais datas de sua vida:
- 1909: Nascido em Galashiels, na Escócia.
- 1922-27: Acadêmico em Uppingham School.
- 1927-1930: Acadêmico em Cambridge. Premiado em Ciências Naturais.
- 1931: Começou pesquisas em Cambridge, trabalhando com cultura de tecidos celulares.
- 1934-6: Estudante de Medicina no University College Hospital, em Londres.
- 1936: Médico na Brigada Internacional, durante a Guerra Civil Espanhola.
- 1939-46: Capitão na Royal Army Medical Corps.
- 1941: Tomado prisioneiro de guerra, em junho de 1941 em Creta; médico em Salônica (Grécia) e, Hildburghausen Elsterhorst e Wittenberg an der Elbe (Alemanha).
- 1947-1948: Estudou epidemiologia da tuberculose no Henry Phipps Institute, em Philadelphia, EUA.
- 1948-60: Membro do Conselho de Pesquisa Médica Unidade de Pesquisa Pneumoconiose, Penarth, País de Gales.
- 1960-69: Professor de doenças respiratórias na Escola Nacional Galesa de Medicina, em Cardiff, País de Gales.
- 1960-1974: Diretor do Conselho de Pesquisa Médica Unidade de Investigação Epidemiológica, Cardiff, País de Gales.
- 1972: Publicação pelo Nuffield Provincial Hospital de seu livro Eficácia e Eficiência - Reflexões aleatórias sobre Serviços de Saúde.
- 1980: Participou do esforço internacional para formar um banco de dados científicos sobre os cuidados mais eficientes na gravidez e pós-parto chamado de "Oxford Database of Perinatal Trials".
- 1988: Falece no Reino Unido.